# Paul Duclercq
Paul Duclercq, né le 20 février 1879 à Abbeville et mort le 30 mai 1949 à Abbeville, est un homme politique français.

## Biographie
Libraire de profession, il s'engage dans la vie syndicale de ce secteur et y occupe différentes fonctions. Il entre au conseil municipal d'Abbeville , en 1942. Il entre au Conseil de la République en 1946 et y reste jusqu'en 1948.

## Détail des fonctions et des mandats
Mandat parlementaire
- 8 décembre 1946 - 7 novembre 1948 : Sénateur de la Somme